# Morti nel 2006
| Questa pagina contiene informazioni ricavate automaticamente dalle voci biografiche con l'ausilio del template Bio e di un bot. L'aggiornamento è periodico e automatico e ricostruisce completamente la pagina. Se manca una persona in questa lista, sei pregato di non aggiungerla, ma accertati piuttosto che la sua voce biografica contenga il template Bio e che i dati anagrafici siano correttamente compilati. Se il template Bio manca, inseriscilo tu stesso o, in alternativa, metti l'avviso {{tmp\|Bio}} che ne segnala la mancanza. Se i dati riportati sono sbagliati, correggi direttamente la voce biografica; le modifiche saranno visibili in questa lista entro pochi giorni. Per chiarimenti vedi il progetto biografie. La lista contiene solo le 1.747 persone che sono citate nell'enciclopedia e per le quali è stato implementato correttamente il template Bio. Pagina aggiornata al 18 ago 2025. |

## Senza giorno specificato(34)
- Giuseppe Arrigoni, restauratore e pittore italiano (n. 1915)
- Franco Bassi, designer italiano (n. 1920)
- Valentino Bonaiti, calciatore italiano (n. 1925)
- Alma Brughera Capaldo, musicologa italiana (n. 1911)
- Aglauco Casadio, giornalista, letterato e regista italiano (n. 1917)
- Giovanni D'Orio, ingegnere italiano (n. 1926)
- Ilona Domonkos, cestista ungherese (n. 1929)
- István Fekete, cestista ungherese (n. 1936)
- Giuseppe Formica, calciatore italiano (n. 1928)
- Roberto Gayón, calciatore messicano (n. 1910)
- Alfio Ghisdulich, velocista, lunghista e triplista italiano (n. 1953)
- Henri Heyart, cestista e allenatore di pallacanestro lussemburghese (n. 1911)
- Héctor Libertella, scrittore argentino (n. 1945)
- Wilhelm von und zu Liechtenstein, religioso austriaco (n. 1922)
- Isaac Mansoor, pallanuotista e nuotatore indiano (n. 1929)
- Luigi Marchesi, fumettista italiano (n. 1939)
- Alberto Margheritini, cestista italiano (n. 1928)
- Giovanni Mostacchetti, fondista di corsa in montagna italiano (n. 1947)
- Ida Omboni, traduttrice e scrittrice italiana (n. 1922)
- Joe Pichler, attore statunitense (n. 1987)
- Gastone Rinaldi, designer e calciatore italiano (n. 1920)
- Lorenzo Robledo, attore spagnolo (n. 1921)
- Giulio Scapaticci, pittore italiano (n. 1933)
- Heather Segal, tennista bermudiana (n. 1931)
- Luigi Spezzaferro, storico dell'arte italiano (n. 1942)
- Slavko Svinjarević, calciatore jugoslavo (n. 1935)
- Idelma Tommasini, cestista italiana (n. 1924)
- Konstantin Totev, cestista bulgaro (n. 1927)
- Vittorio Ugolini, artista italiano (n. 1918)
- Giuseppe Vaccaro, generale italiano (n. 1916)
- Roberto Villalba, cestista argentino
- Friedrich Walz, cestista e allenatore di pallacanestro austriaco (n. 1935)
- Billy Younger, calciatore inglese (n. 1940)
- Miroslav Čtvrtníček, calciatore cecoslovacco (n. 1931)